# Robert-Espagne
Robert-Espagne település Franciaországban, Meuse megyében. Lakosainak száma 758 fő (2022. január 1.). Robert-Espagne Trois-Fontaines-l’Abbaye, Beurey-sur-Saulx, Lisle-en-Rigault és Trémont-sur-Saulx községekkel határos.

## Népesség
A település népessége az elmúlt években az alábbi módon változott:
| Lakosok száma | 890  | 838  | 809  | 818  | 832  | 845  | 823  | 782  | 771  | 758  |
|               | 1968 | 1982 | 1990 | 2006 | 2013 | 2015 | 2017 | 2019 | 2020 | 2022 |